# Corp ceresc
Un corp ceresc este orice corp (obiect) ce există în spațiul cosmic.
Corpurile cerești au fost mai întâi observate cu ochiul liber și apoi cu ajutorul instrumentelor optice (telescoape) și radio (radiotelescoape). Din poziția lor aparentă pe sfera cerească s-au dedus ulterior poziția și traiectoria (orbita) lor în spațiu.
| Sistemul Solar | Obiecte extrasolare | Obiecte extrasolare | Obiecte extrasolare |
| Sistemul Solar | Obiecte simple | Obiecte compuse | Obiecte extinse |
| --- | --- | --- | --- |
| - Soare - Planete - Mercur - Venus - Pământ - Luna - Marte - Phobos - Deimos - Jupiter - sateliți - Saturn - sateliți - Uranus - sateliți - Neptun - sateliți - Planete pitice - Pluto - Charon - Ceres - 2003 UB313 ("Xena") - Asteroizi - Asteroizi din apropierea Pământului - "Vulcanoizi" - "Apohele" - "Arjuna" - Asteroizi Aten - Asteroizi Apollo - Asteroizi Amor - Asteroizii lui Marte - Centuri de asteroizi - Asteroizi Hungaria - Phocaea - Nysa - Alinda - Hilda - Pallas - Maria (asteroid) - Koronis - Eos - Themis - Griquas - Cybeles - Thule - Asteroizi Troieni - Marte (troian) - Jupiter (troian) - Asteroid troian al Pământului - Neptun (troian) - Damocloizi - Centaur - Obiecte transneptuniene - Centura Kuiper - Cubewano - Plutino - Twotino - Discul împrăștiat - Disc de obiecte dispersate - Eris - Makemake - Haumea - Quaoar - Sedna - Sednoid - Comete - Comete periodice - Comete de lungă durată - Comete dispărute - Nori Oort - Norul lui Hills - Meteoroizi - Ploaie de meteori - Meteoriți | - Exoplanete - Planete Pegasi - Planete Joviene - Pulsari - Neptuni fierbinți / Super-Pământuri - Planete tranzitale - Planete interstelare - Tipuri de planete ipotetice - Planete Chtoniene - Planete Oceanice - Planete Troiane - Pitice brune - Pitice L - Pitice T - Sub-pitice cenușii - Stele după tipul spectral - Stele albastre - Stele alb-albastre - Stele albe - Stele alb-gălbui - Stele galbene - Stele portocalii - Stele roșii - Stele peculiare - Stele de carbon - Stele de tip C - Stele de tip S - Stele variabile de tip Gamma Cassiopeiae (Stele scoică) - Stele Wolf–Rayet - Stele peculiare de tip A - Stele metalice de tip A - Stele de bariu - P Cygni - Stele hoinare albastre - stele după luminozitate - Pitice (Diagrama Hertzprung–Russel) - Stele subgigante - Stele gigante - Stele gigante luminoase - Stele supergigante - roșii - galbene - albe - albastre - Stele hipergigante - Stele după populație - Stele de populație III - Stele de populație II - Stele de populație I - Stele după evoluția stelară - Stele din diagrama Hertzprung–Russel - Obiecte stelare tinere - Protostele - Stele pre-secvența principală - Gigante roșii - Supergigante roșii - Supergigante albastre - Stele Wolf–Rayet - Pitice albe - Stele neutronice - Stele variabile - Variabilă intrisecă - Variabile pulsante - Variabile Cepheidiene - Variabile W Virginis - Variabile Delta Scuti - Variabile RR Lyrae - Variabile Mira - Variabile semiregulate - Variabile neregulate - Variabile Beta Cephei - Variabile Alpha Cygni - Variabile RV Tauri - Variabile eruptive - Stele eruptive - Variabile T Tauri - Variabile FU Orionis - Variabile R Coronae Borealis - Variabile albastre luminoase - Variabile cataclismice - Variabile simbiotice - Novă pitică - Novă - Supernovă - Supernovă de tip I - Supernovă de tip II - Colapsar - Hipernovă - Variable sepatartive - Variabile de rotație - Alpha2 Canum Venaticorum - Variabilă roativă elipsoidală - Stele binare eclipsante - Algol - Beta Lyrae - W Ursae Majoris - Stele compacte - Piticele albe - Piticele negre - Stele neutronice - Magnetari - Pulsari - Stele ciudate - Găuri negre - Găuri negre supermasive | - Stele multiple - Stele binare - Stele binare optice - Stele binare vizuale - Stele binare astrometrice - Stele binare spectroscopice - Stele binare eclipsante - Binare apropiate - Stele binare detașate - Stele binare semidetașate - Stele binare unite - Stele binare nerezolvate - Stea triplă - Grupări de stele - Roiuri de stele - Asociații stelare - Roi de stele deschis - Roi de stele globular - Constelații - Asterisme - Galaxii componente - Vârfuri galactice - Axă galactică - Inel galactic - Braț de spirală - Disc subțire - Disc dens - Bandă galactică - Coroana galactică - Galaxii - Tipuri de galaxii - Galaxie spirală - Galaxie spirală barată - Galaxie lenticulară - Galaxie lenticulară barată - Galaxie eliptică - Galaxie inelară - Galaxie neregulată - Galaxii după mărime - Galaxie gigantă difuză - Galaxie gigantă eliptică - Galaxie pitică - Galaxie pitică ultracompactă - Galaxii active - Quasari - Blazari - Radio galaxii - Galaxie Seyfert - Galaxie explozivă - Galaxie neagră - Galaxie aglomerată - Nori de galaxie aglomerată - Superclusari - Filamente / Bandă de vid | - Materie circumstelară - Disc de praf - Mediu interplanetar - Disc protoplanetar - Mediu interstelar - Nebuloasă - Nebuloasă expansivă - Nebuloasă planetară - Resturi de supernovă - Plerioni - Regiuni H II - Nebuloasă de reflexie - Nebuloasă difuză - Nor molecular - Globulă Bok - Disc protoplanetar - Regiuni H I - Mediu intergalactic - Radiația cosmică de fond - Materia neagră - WIMP |

## Legături externe
Materiale media legate de corp ceresc la Wikimedia Commons